# Otterthal
Otterthal – gmina w Austrii, w kraju związkowym Dolna Austria, w powiecie Neunkirchen. Według Austriackiego Urzędu Statystycznego liczyła 594 mieszkańców (1 stycznia 2014).